# Dundas
Dundas és una població dels Estats Units a l'estat de Minnesota. Segons el cens del 2000 tenia 547 habitants.

## Demografia
Segons el cens del 2000, Dundas tenia 547 habitants, 213 habitatges, i 146 famílies. La densitat de població era de 138 habitants/km².
Dels 213 habitatges en un 33,8% hi vivien nens de menys de 18 anys, en un 56,3% hi vivien parelles casades, en un 10,8% dones solteres, i en un 31% no eren unitats familiars. En el 24,9% dels habitatges hi vivien persones soles el 8,5% de les quals corresponia a persones de 65 anys o més que vivien soles. El nombre mitjà de persones vivint en cada habitatge era de 2,57 i el nombre mitjà de persones que vivien en cada família era de 3,09.
Per edats la població es repartia de la següent manera: un 25,8% tenia menys de 18 anys, un 12,4% entre 18 i 24, un 33,6% entre 25 i 44, un 19,2% de 45 a 60 i un 9% 65 anys o més.
L'edat mediana era de 33 anys. Per cada 100 dones de 18 o més anys hi havia 102 homes.
La renda mediana per habitatge era de 51.429 $ i la renda mediana per família de 55.250 $. Els homes tenien una renda mediana de 32.167 $ mentre que les dones 29.306 $. La renda per capita de la població era de 20.316 $. Entorn del 4,8% de les famílies i el 7,8% de la població estaven per davall del llindar de pobresa.

## Poblacions més properes
El següent diagrama mostra les poblacions més properes.